# If You Love Me
"If You Love Me" é um single promocional da rapper Lil' Kim lançado em 14 de fevereiro de 2012 em comemoração ao dia dos namorados nos Estados Unidos.

## Informações
A canção é uma diss como resposta para a música "I Still Love You" do rapper Maino, onde na faixa ele descreve seu amor por Lil' Kim e conta que gostaria de relatar seu relacionamento com a rapper, em sua respota, Kim explicita que Maino nunca demostrou um real amor por ela, e em seu ultimo verso da música, os compara ao com o casal Beyoncé e Jay-Z caso ambos tivessem uma relação honesta e verdadeira; "Beyoncé and Jay, I could have been us
But it's no trust, and all we do if fuss" (Beyoncé e Jay, Poderia ter sido a gente, Mas isso não é confiável, Tudo o que nós fazemos é zoar). Em 13 de abril de 2012, Lil' Kim performou o single no desfile do "BET's Rip The Runway" juntamente com seus outros hits "It's All About the Benjamins" e "Crush on You".Tempos depois, o single foi removido do iTunes por motivos desconhecidos.

## Faixas
| Edição padrão |                  |         |  |
| N.º           | Título           | Duração |  |
| 1.            | "If You Love Me" | 2:33    |  |

## Capa do Single e Possível projeto
O photoshoot do single foi realizado pelo fotografo Michael Antonio, possivelmente tirado em Brooklyn, e o figurino de Lil' Kim foi escolhido pelo estilista Jason Rembert.
Em 26 de Novembro de 2011, Lil' Kim fez uma declaração pelo twitter de que estaria realizando um novo EP com 5 faixas para 2012, porém, o projeto nunca foi realizado, muitos especulam de que "If You Love Me" estaria incluso no trabalho junto com outras faixas realizadas em 2012, cujo são "I'm Not The One", "Keys Of The City", "Speend a Mil ou até "Looks Like Money".